# Nostima
Nostima is een vliegengeslacht uit de familie van de oevervliegen (Ephydridae).

## Soorten
- N. approximata Sturtevant and Wheeler, 1954
- N. gilvipes (Coquillett, 1900)
- N. giovannolii Wirth, 1956
- N. niveivenosa Cresson, 1930
- N. picta (Fallen, 1813)
- N. quinquenotata Cresson, 1930
- N. scutellaris Cresson, 1933
- N. schildi Cresson, 1941
- N. semialata (Collin, 1913)
- N. slossonae Coquillett, 1900